# Hermbstaedtia
Hermbstaedtia é um género botânico pertencente à família Amaranthaceae.

## Espécies
- Hermbstaedtia angolensis
- Hermbstaedtia argenteiformis
- Hermbstaedtia caffra
- Hermbstaedtia capitata
- Hermbstaedtia dammarensis
- Hermbstaedtia elegans
- Hermbstaedtia elegans var. aurantiaca
- Hermbstaedtia exellii
- Hermbstaedtia fleckii
- Hermbstaedtia glauca
- Hermbstaedtia gregoryi
- Hermbstaedtia laxiflora
- Hermbstaedtia linearis
- Hermbstaedtia nigrescens
- Hermbstaedtia odorata

Hermbstaedtia odorata var. aurantiaca
Hermbstaedtia odorata var. odorata
- Hermbstaedtia ovata
- Hermbstaedtia recurva
- Hermbstaedtia rogersii
- Hermbstaedtia rubromaginata
- Hermbstaedtia scabra
- Hermbstaedtia schaeferi
- Hermbstaedtia schinzii
- Hermbstaedtia spathulifolia
- Hermbstaedtia tetrastigma
- Hermbstaedtia transvaalensis